# Calle de la Alegría
La calle de la Alegría es una vía urbana de la ciudad de Valladolid, España.

## Descripción
Aparece descrita en Las calles de Valladolid de Juan Agapito y Revilla de la siguiente manera:

Entre la hoy calle de Montero Calvo y la de la Alegría hubo un callejón que se llamó del Verdugo, por vivir en él el ejecutor de la justicia, el último de los cuales fue Félix de Gracia, cerrándose dicho callejón al fallecer este personaje. He leído que la razón del rótulo de la calle de la Alegría era o fue que cuando había condenados a ser azotados por las calles, al llegar la comitiva a la de la Alegría, dejaban de flagelarles, cubriéndoles con una capa y dándoles a la vez la libertad como término de la pena. Ello, como es natural, producía gran júbilo y algazara, y de ahí vino el nombre de la calle. Como estaba tan próxima la casa del verdugo, sería costumbre de aplicar los azotes desde la cárcel a la mansión de aquél.